# 와이타라 SC
와이타라 SC(Waitara Soccer Club)는 뉴질랜드 타라나키 지방의 축구단이다.
첫해에 와이타라는 줄리안 컵과 1905 타라나키 챔피언십에서 우승했다. 1905년 9월 챔피언 와이타라는 오클랜드 챔피언인 코린티언스와 경기를 치르기도 했다.
와이타라는 채텀 컵 5라운드에 도달해 1965년 토너먼트에서 최고의 성적을 거두었다 와이타라는 2008년 채텀 컵에 마지막으로 출전했으며 2라운드에서 네이피어 시티 로버스에게 탈락했다.